# Privinvest Holding
Privinvest est une multinationale franco-libanaise de la construction navale et de yachts appartenant à la famille Safa. Le groupe a été fondé en 1986 par l'homme d'affaires franco-libanais Iskandar Safa. 

## Historique
En 1986, l'homme d'affaires franco-libanais Iskandar Safa devient le président de Triacorp International – qui deviendra ensuite Privinvest France – dont le siège se trouve à Paris.  
En 1992, Privinvest est retenu par le Comité interministériel de restructuration industrielle (CIRI) pour le rachat des Constructions mécaniques de Normandie (CMN) à Cherbourg, un chantier naval spécialisé dans le domaine militaire. Les frères Akram Safa et Iskandar Safa relancent l'activité en obtenant rapidement des contrats importants avec le Yémen et l'Indonésie, mais surtout avec Oman, puis avec les Émirats arabes unis. 
Au cours des années suivantes, d'autres chantiers navals ont été acquis, notamment le chantier naval allemand Nobiskrug en 2010 ainsi que le chantier Lindenau en Allemagne en 2013. 
Les activités ont été regroupées en 2015 au sein de la nouvelle holding Privinvest Holding SAL. L’année suivante, Privinvest annonce une coentreprise avec Simportex pour la création d’un chantier naval en Angola. En 2017, Privinvest acquiert la société française Necotrans Oil and Gas pour 2,5 millions d’euros. 
À partir de 2019, Privinvest a fait l'objet de plusieurs restructurations. La filiale Privinvest France a ainsi été cédée en 2022 et opère aujourd'hui indépendamment de Privinvest sous le nom de CMN Naval,,. Les chantiers navals Nobiskrug et Lindenau ont également été cédés – le premier en 2021, le second en 2023.

## Produits et services
Privinvest conçoit et construit des navires militaires, commerciaux et de luxe à l’échelle mondiale. Elle offre aussi un soutien logistique intégré, des formations, le transfert de technologie, la gestion de la maintenance, des approvisionnements et des stocks, ainsi que divers services navals associés, y compris la remise en état, la réparation et la gestion documentaire.

## Controverses
En août 2019, la justice mozambicaine lance des poursuites contre Iskandar Safa et Privinvest, au centre d'un scandale financier d'un montant de deux milliards de dollars, et qui a mené à la cessation de paiement de l'État en 2016. Pour leur part, les États-Unis estiment qu'au moins 200 millions de dollars ont été dépensés en pots-de-vin. Le principal accusé dans le cadre de l'enquête du département de Justice américain, Jean Boustani, ancien responsable des ventes à Privinvest, affirme avoir payé, entre autres versements, un million de dollars à l'actuel président du Mozambique, Filipe Nyusi, pour le financement de sa campagne électorale en 2014. Il indique que ces versements étaient « connus et validés par Iskandar Safa »,. Le procès se termine par l'acquittement de Jean Boustani début décembre 2019 ; aucune charge n'est retenue contre lui, les faits ne s'étant pas déroulés sur le territoire américain.
En février 2021, s'ouvre devant la Haute cour de justice britannique un second procès initié par le président du Mozambique contre les banques suisses ayant accepté le montage, et contre Privinvest qu'il accuse de corruption. Privinvest se défend publiquement en parlant de commissions conformes à la loi en vigueur au Mozambique et en réitérant que l'une de ces nombreuses commissions, qu'il détaille, a servi à financer la campagne présidentielle de Nyusi. La Cour de Londres rejette les accusations, qui pour elle relèvent d'un tribunal arbitral,.